# Fédération française de bridge
Pour les articles homonymes, voir FFB.
La Fédération française de bridge (FFB), créée en 1933, est une association régie par la loi de 1901 qui, selon ses statuts, « a pour fonction l'organisation et le développement du bridge sous toutes ses formes en France et assure la représentation du bridge français au plan international ».

## Histoire
La Fédération française de bridge est reconnue comme association d'éducation populaire par le ministère de la Jeunesse, des Sports et de la vie associative. Elle organise et développe en France la pratique du bridge sous toutes ses formes et assure la représentation du bridge français au niveau international depuis sa création.
L'Université du bridge de la FFB a développé une politique d'enseignement pour permettre aux clubs de former de nouveaux joueurs.
Le bridge fait l'objet d'une abondante littérature ; depuis mars 2009 la FFB s'est dotée d'une boutique proposant à la vente des supports pédagogiques à destination des enseignants du bridge ; chaque joueur peut s'y procurer des ouvrages comme les éditions du Bridge Français, le Système d'enseignement français, les Jeux Fléchés issus du championnat de France des écoles de bridge ou le dernier né, Bridgez!.
La FFB a lancé depuis quelques années de nombreux chantiers pour dynamiser le bridge en France :
- la dynamisation de l'enseignement du bridge auprès des scolaires et des universitaires ;
- l'édition de supports : livres, manuels, jeux fléchés, etc.

## Organisation
La Fédération française de bridge emploie 30 salariés et gère un réseau de 10 000 bénévoles. Pour la saison 2023-2024, elle regroupe 76 782 licenciés dans 1 050 clubs. Ces derniers sont fédérés par 29 comités, représentatifs des régions de France ; le territoire national est divisé en 12 ligues.
Les présidents de comité élisent tous les quatre ans leurs représentants nationaux à la Fédération. Les décisions politiques de la FFB sont donc votées par un comité directeur dont le président est Franck Riehm depuis octobre 2020.
| Rang | Nom                 | Période     |
| ---- | ------------------- | ----------- |
| 1    | Gaëtan de Chambure  | 1933-1943   |
| 2    | Robert de Nexon     | 1943-1965   |
| 3    | Raoul de Vitry      | 1965-1971   |
| 4    | Michel Bongrand     | 1971-1977   |
| 5    | François Bonhoure   | 1977-1978   |
| 6    | José Damiani        | 1978-1983   |
| 7    | Georges Chevalier   | 1983-1989   |
| 8    | Jean-Claude Beineix | 1989-1995   |
| 9    | Michel Marmouget    | 1995-1998   |
| 10   | Bernard Liochon     | 1998-2002   |
| 11   | Maurice Panis       | 2002-2006   |
| 12   | Yves Aubry          | 2006-2010   |
| 13   | Patrick Grenthe     | 2010-2018   |
| 14   | Patrick Bogacki     | 2018-2020   |
| 15   | Franck Riehm        | depuis 2020 |

### Affiliations, ligues et comités régionaux
La FFB est rattachée à la European Bridge League (EBL), la confédération des fédérations nationales de bridge dont la principale responsabilité est d'organiser le championnat qui accorde le titre de champion européen.
L'EBL est la première des huit organisations zonales fédérées par la World Bridge Federation, qui est chargée d'organiser le championnat du monde de bridge et de faire respecter l'éthique au sein des organisations de bridge.
La FFB est également adhérente à la confédération des loisirs et des sports de l'esprit, qui regroupe huit fédérations de jeux (échecs, dames, etc.)
| Nom du comité                     | Siège                | Code | Licenciés |
| --------------------------------- | -------------------- | ---- | --------- |
| Comité de l'Adour                 | Orthez               | 20   | 2 467     |
| Comité d'Alsace                   | Strasbourg           | 21   | 1 316     |
| Comité d'Anjou                    | Angers               | 23   | 4 301     |
| Comité d'Auvergne                 | Chamalières          | 24   | 1 848     |
| Comité de Bourgogne-Franche-Comté | Fontaine-lès-Dijon   | 26   | 1 857     |
| Comité de Bretagne                | Acigné               | 27   | 3 701     |
| Comité de Champagne               | Reims                | 29   | 1 226     |
| Comité de Charentes-Poitou-Vendée | Royan                | 30   | 3 139     |
| Comité de Corse                   | Ajaccio              | 32   | 299       |
| Comité de Côte d'Azur             | Juan-les-Pins        | 33   | 4 197     |
| Comité de Dauphine - Savoie       | Grenoble             | 35   | 4 418     |
| Comité de Flandres                | Emmerin              | 36   | 3 380     |
| Comité de Guyenne                 | Mérignac             | 38   | 3 145     |
| Comité du Hurepoix                | Marcoussis           | 39   | 4 170     |
| Comité du Languedoc-Roussillon    | Montpellier          | 41   | 4 394     |
| Comité du Limousin                | Brive-la-Gaillarde   | 43   | 1 643     |
| Comité de Lorraine                | Houdemont            | 42   | 2 088     |
| Comité du Lyonnais                | Lyon                 | 44   | 5 765     |
| Comité de Basse-Normandie         | Saint-Lô             | 45   | 2 505     |
| Comité de Haute-Normandie         | Mont-Saint-Aignan    | 46   | 2 693     |
| Comité de l'Orléanais             | Olivet               | 48   | 3 556     |
| Comité de Paris                   | Neuilly-sur-Seine    | 50   | 6 234     |
| Comité de Picardie                | Amiens               | 51   | 1 822     |
| Comité de Provence                | Aix-en-Provence      | 54   | 6 549     |
| Comité des Pyrénées               | Labège               | 55   | 3 364     |
| Comité de la Vallée de la Marne   | Joinville-le-Pont    | 57   | 2 357     |
| Comité du Val de Seine            | Feucherolles         | 58   | 6 785     |
| Comité de l'Yonne                 | Montereau-Faut-Yonne | 60   | 1 445     |
| CBOME                             | Saint-Cloud          | 99   | 1 009     |

| Ligue    | Abrégé FFB | Comités Régionaux                          |
| -------- | ---------- | ------------------------------------------ |
| Ligue 1  | CP-FL-VM   | Champagne Flandres Vallée de la Marne      |
| Ligue 2  | BN-HN-PI   | Basse-Normandie Haute-Normandie Picardie   |
| Ligue 3  | AN-BR      | Anjou Bretagne                             |
| Ligue 4  | CH-LI-OR   | Charentes-Poitou-Vendée Limousin Orléanais |
| Ligue 5  | AD-GU      | Adour Guyenne                              |
| Ligue 6  | LR-PY      | Languedoc-Roussillon Pyrénées              |
| Ligue 7  | CO-CA-PR   | Corse Côte d'Azur Provence                 |
| Ligue 8  | AU-DA-LY   | Auvergne Dauphiné-Savoie Lyonnais          |
| Ligue 9  | AL-BO-LO   | Alsace Bourgogne - Franche-Comté Lorraine  |
| Ligue 10 | HU-YO      | Hurepoix Yonne - Seine-et-Marne            |
| Ligue 11 | VS         | Val de Seine                               |
| Ligue 12 | PA         | Paris                                      |

## Classement des joueurs
Selon leurs résultats, les joueurs sont répartis en 4 séries (4e, 3e, 2e et 1re série).
- Les 4e, 3e et 2e série sont divisées en cinq sous-classements : trèfle ♣, carreau ♦, cœur ♥, pique ♠ et Promotion.
- La 1re série comporte les catégories trèfle ♣, carreau ♦, cœur ♥, pique ♠ et Nationale.

Un nouveau joueur démarre donc non classé pour devenir 4e série trèfle ou plus. Le meilleur classement est 1re série nationale, qui représente environ 0,1 % des licenciés. Pour déterminer le classement pour chaque joueur, la Fédération applique des seuils déterminés de façon que les 4 % premiers environ de l’effectif soient classés en première série, les 16 % suivants (environ) en deuxième série, etc.
La collecte des résultats homologués permet d'attribuer des points appelés :
- « Points d'expert ». Le niveau d'un joueur étant évalué sur un moyen terme, les points de la saison en cours sont cumulés avec ceux des années précédentes ; l'appartenance d'un joueur à une série lui permet de participer à des compétitions spécifiques ; un exemple : la compétition appelée Espérance par paires est réservée aux joueurs de quatrième série ;
- « Points de performance ». Dès que le nombre de points de performance est suffisant pour appartenir aux 1re série et 2e série Promotion, certaines compétitions plus significatives sont privilégiées (championnats de France, Europe, Monde) et donnent lieu à l'attribution de points de performance, en plus des points d'expert. Le classement des joueurs appartenant à ces groupes élevés dépend de leur nombre de points de performance.

Au delà d'un seuil de 10 000 points d'expert, la Fédération diminue de 20 % le total des points acquis les saisons précédentes, afin d'accorder une plus grande importance à ceux acquis lors de la saison en cours. Pour les joueurs de 1re série, on enlève 25 % à 35 % de leurs points de performance chaque année.
Les joueurs qui ont passé de longues années dans un même palier mais n'ont plus les points d'experts ou de performances suffisants pour s'y maintenir, peuvent bénéficier d'un indice de valeur « hors quota » en reconnaissance de leur compétence.
| Les neuf classements           | IV |
| ------------------------------ | -- |
| 1re série Nationale hors quota | 96 |
| 1re série ♠ hors quota         | 88 |
| 1re série ♥ hors quota         | 80 |
| 1re série ♦ hors quota         | 72 |
| 1re série ♣ hors quota         | 64 |
| 2e série Promotion hors quota  | 58 |
| 2e série Majeure hors quota    | 50 |
| 2e série hors quota            | 42 |
| 3e série hors quota            | 31 |

| Classement          | IV  | Seuils minimums de PE | Seuils minimums de PP |
| ------------------- | --- | --------------------- | --------------------- |
| 1re série Nationale | 100 |                       | 2 000                 |
| 1re série ♠         | 92  |                       | 1 000                 |
| 1re série ♥         | 84  |                       | 500                   |
| 1re série ♦         | 76  |                       | 250                   |
| 1re série ♣         | 68  |                       | 125                   |
| 2e série Promotion  | 60  |                       | 75                    |
| 2e série ♠          | 56  | 135 000               |                       |
| 2e série ♥          | 52  | 105 000               |                       |
| 2e série ♦          | 48  | 85 000                |                       |
| 2e série ♣          | 44  | 72 000                |                       |
| 3e série Promotion  | 40  | 52 000                |                       |
| 3e série ♠          | 38  | 38 000                |                       |
| 3e série ♥          | 36  | 28 000                |                       |
| 3e série ♦          | 34  | 20 000                |                       |
| 3e série ♣          | 32  | 15 000                |                       |
| 4e série Promotion  | 30  | 10 000                |                       |
| 4e série ♠          | 28  | 5 000                 |                       |
| 4e série ♥          | 26  | 2 500                 |                       |
| 4e série ♦          | 24  | 750                   |                       |
| 4e série ♣          | 22  | 1                     |                       |
| Nouveau licencié    | 20  |                       |                       |

## Compétitions
La FFB organise tournois et compétitions joués en simultanés dans tous les clubs et dotés en points d'experts (PE) et en points de performance (PP) qui déterminent un classement national. 
Certains tournois sont simultanés dans de nombreux clubs :
- les rondes Société générale ;
- les super rondes Société générale.

Parmi les compétitions officielles, il  existe les catégories suivantes :
- Open, dames, mixtes ;
- par niveau (Divisions nationales, Divisions de Ligue, Expert, Performance, Challenge, Espérance) ;
- par paires ou par équipes de quatre ;
- cadets, juniors (moins de 25 ans) ou seniors (60 ans et plus) ;
- universitaires ;
- Trophée de France (par 4) ;
- Coupe de France (par 4) ;
- Interclubs (par 4), en 5 divisions.

La plupart de ces épreuves sont organisées au niveau des comités, des ligues et national.
Il y a donc chaque année plus d'une centaine de champions de France.